# Damien Ledentu
Damien Ledentu (Châlonsban-en-Champagne, 1968. december 10. –) francia nemzetközi labdarúgó-játékvezető. Egyéb foglalkozása: kórházi tisztségviselő.

## Pályafutása

### Nemzeti játékvezetés
1996-ban lett hazája legfelső szintű labdarúgó-bajnokságának játékvezetője. Az aktív nemzeti játékvezetéstől 2011-ben vonult vissza.

### Nemzetközi játékvezetés
A Francia labdarúgó-szövetség Játékvezető Bizottsága terjesztette fel nemzetközi játékvezetőnek, a Nemzetközi Labdarúgó-szövetség (FIFA) 2002-től tartotta nyilván bírói keretében. Több válogatott és nemzetközi klubmérkőzést vezetett. Az UEFA 3. kategóriájú játékvezetője. Nemzetközi pályafutását sok kritikával futotta. Az aktív nemzetközi játékvezetéstől 2009-ben vonult vissza. Válogatott mérkőzéseinek száma: 6.

#### Európa-bajnokság
Dánia rendezte a 2002-es U17-es labdarúgó-Európa-bajnokságot, ahol az UEFA JB bíróként alkalmazta.
| Időpont           | Helyszín                | Mérkőzés típusa              | Mérkőzés                         | Eredmény |
| ----------------- | ----------------------- | ---------------------------- | -------------------------------- | -------- |
| 2002. április 27. | Városi Stadion, Farum   | csoportmérkőzés (A. csoport) | Dánia–Hollandia                  | 4 – 4    |
| 2002. április 29. | Városi Stadion, Nakskov | csoportmérkőzés (C. csoport) | Csehország–Szerbia és Montenegró | 1 – 3    |
| 2002. május 2.    | Városi Stadion, Næstved | csoportmérkőzés (D. csoport) | Lengyelország–Németország        | 0 – 1    |
| 2002. május 10.   | Városi Stadion, Søborg  | bronzérem                    | Anglia–Spanyolország             | 4 – 1    |

#### Nemzetközi ifjúsági torna
2009-ben a 37. Touloni Ifjúsági Tornám a FIFA JB hivatalnoki feladatokkal látta el.
| Időpont          | Helyszín                 | Mérkőzés típusa              | Mérkőzés                         | Eredmény |
| ---------------- | ------------------------ | ---------------------------- | -------------------------------- | -------- |
| 2009. június 3.  | Mayol Stadion, Toulon    | csoportmérkőzés (A. csoport) | Egyiptom–Egyesült Arab Emírségek | 0 – 1    |
| 2009. június 7.  | H. Delon Stadion, Bormes | csoportmérkőzés (A. csoport) | Egyiptom–Hollandia               | 1 – 1    |
| 2009. június 12. | Mayol Stadion, Toulon    | bronzmérkőzés                | Hollandia–Argentína              | 0 – 1    |

## Magyar vonatkozás
| Időpont         | Helyszín                        | Mérkőzés típusa     | Mérkőzés                  | Eredmény | Nézők száma |
| --------------- | ------------------------------- | ------------------- | ------------------------- | -------- | ----------- |
| 2008. május 31. | Szusza Ferenc Stadion, Budapest | válogatott mérkőzés | Magyarország–Horvátország | 1 – 1    | 8000        |